# Iers Open
Het Iers Open (Engels: Irish Open) is een wedstrijd voor golfprofessionals en maakt sinds 1972 deel uit van de Europese PGA Tour.
In 2009 werd het toernooi gewonnen door de Ierse amateur Shane Lowry, mede door een ronde van 62, de laagste score ooit gemaakt door een amateur op de Tour. Hij is de derde amateur die een toernooi op de Tour wint. Het prijzengeld weigerde hij, omdat hij anders al zijn amateursstatus kwijt zou raken. Hij won in de play-off van Robert Rock, die €500.000 verdiende.
In 2012 werd het toernooi voor het eerst sinds 1953 gehouden in Noord-Ierland. Het werd een groot succes, met meer dan 100.000 toeschouwers over het gehele toernooi.
Sedert 2015 wordt het toernooi aangeduid als het Dubai Duty Free Irish Open.

## Winnaars na 1975
| Jaar                    | Baan                             | County                  | Winnaar                  | Score                   | Score                   | 1ste prijs              |
| Carroll's International | Carroll's International          | Carroll's International | Carroll's International  | Carroll's International | Carroll's International | Carroll's International |
| ----------------------- | -------------------------------- | ----------------------- | ------------------------ | ----------------------- | ----------------------- | ----------------------- |
| 1972                    | Woodbrook Golf Club              | Wicklow                 | Christy O'Connor sr.     | 284                     | -12                     | € 3.412                 |
| 1973                    | Woodbrook Golf Club              | Wicklow                 | Paddy McGuirk            | 277                     | -19                     | 3.412                   |
| 1974                    | Woodbrook Golf Club              | Wicklow                 | Bernard Gallacher        | 279                     | -17                     | 7.000                   |
| Carroll's Irish Open    |                                  |                         |                          |                         |                         |                         |
| 1975                    | Woodbrook Golf Club              | Wicklow                 | Christy O'Connor jr.     | 275                     | -21                     | 7.000                   |
| 1976                    | Portmarnock GC                   | Dublin                  | Ben Crenshaw             | 284                     | -4                      | 9.800                   |
| 1977                    | Portmarnock GC                   | Dublin                  | Hubert Green             | 283                     | -5                      | 11.200                  |
| 1978                    | Portmarnock GC                   | Dublin                  | Ken Brown                | 281                     | -7                      | 14.000                  |
| 1979                    | Portmarnock GC                   | Dublin                  | Mark James               | 282                     | -6                      | 14.000                  |
| 1980                    | Portmarnock GC                   | Dublin                  | Mark James               | 284                     | -4                      | 16.730                  |
| 1981                    | Portmarnock GC                   | Dublin                  | Sam Torrance             | 276                     | -12                     | 18.659                  |
| 1982                    | Portmarnock GC                   | Dublin                  | John O'Leary             | 287                     | -1                      | 18.742                  |
| 1983                    | Royal Dublin GC                  | Dublin                  | Severiano Ballesteros    | 271                     | -17                     | 25.662                  |
| 1984                    | Royal Dublin GC                  | Dublin                  | Bernhard Langer          | 267                     | -21                     | 25.662                  |
| 1985                    | Royal Dublin GC                  | Dublin                  | Severiano Ballesteros po | 278                     | -10                     | 28.000                  |
| 1986                    | Portmarnock GC                   | Dublin                  | Severiano Ballesteros    | 285                     | -3                      | 44.380                  |
| 1987                    | Portmarnock GC                   | Dublin                  | Bernhard Langer          | 269                     | -19                     | 50.174                  |
| 1988                    | Portmarnock GC                   | Dublin                  | Ian Woosnam              | 278                     | -10                     | 54.166                  |
| 1989                    | Portmarnock GC                   | Dublin                  | Ian Woosnam po           | 278                     | -10                     | 61.296                  |
| 1990                    | Portmarnock GC                   | Dublin                  | José María Olazabal      | 282                     | -6                      | 81.036                  |
| 1991                    | Killarney                        | Kerry                   | Nick Faldo               | 283                     | -5                      | 85.344                  |
| 1992                    | Killarney                        | Kerry                   | Nick Faldo po            | 274                     | -14                     | 106.784                 |
| 1993                    | Mount Juliet CC                  | Kilkenny                | Nick Faldo po            | 276                     | -12                     | 135.282                 |
| Murphy's Irish Open     |                                  |                         |                          |                         |                         |                         |
| 1994                    | Mount Juliet CC                  | Kilkenny                | Bernhard Langer          | 275                     | -13                     | 138.271                 |
| 1995                    | Mount Juliet CC                  | Kilkenny                | Sam Torrance po          | 277                     | -11                     | 155.550                 |
| 1996                    | Druids Glen GC                   | Wicklow                 | Colin Montgomerie        | 279                     | -5                      | 178.571                 |
| 1997                    | Druids Glen GC                   | Wicklow                 | Colin Montgomerie        | 269                     | -15                     | 159.090                 |
| 1998                    | Druids Glen GC                   | Wicklow                 | David Carter po          | 278                     | -6                      | 223.988                 |
| 1999                    | Druids Glen GC                   | Wicklow                 | Sergio Garcia            | 268                     | -16                     | 233.320                 |
| 2000                    | Ballybunion GC                   | Kerry                   | Patrik Sjöland           | 270                     | -14                     | 267.319                 |
| 2001                    | Fota Island Resort               | Cork                    | Colin Montgomerie        | 266                     | -18                     | 266.660                 |
| 2002                    | Fota Island Resort               | Cork                    | Søren Hansen po          | 270                     | -14                     | 266.200                 |
| Nissan Irish Open       |                                  |                         |                          |                         |                         |                         |
| 2003                    | Portmarnock GC                   | Fingal                  | Michael Campbell po      | 277                     | -11                     | 300.000                 |
| 2004                    | Co Louth GC                      | Louth                   | Brett Rumford            | 274                     | -14                     | 316.660                 |
| 2005                    | Carton House GC                  | Kildare                 | Stephen Dodd po          | 279                     | -9                      | 333.330                 |
| 2006                    | Carton House GC                  | Kildare                 | Thomas Bjørn             | 283                     | -5                      | 366.660                 |
| Irish Open              |                                  |                         |                          |                         |                         |                         |
| 2007                    | Adare GC                         | Limerick                | Pádraig Harrington       | 283                     | -5                      | 416.000                 |
| 2008                    | Adare GC                         | Limerick                | Richard Finch            | 278                     | -10                     | 416.000                 |
| The 3 Irish Open        |                                  |                         |                          |                         |                         |                         |
| 2009                    | Co Louth GC                      | Louth                   | Shane Lowry po (Am)      | 271                     | -17                     | 1)                      |
| 2010                    | Killarney Golf & Fishing Club    | Kerry                   | Ross Fisher              | 266                     | -18                     | 500.000                 |
| Irish Open              |                                  |                         |                          |                         |                         |                         |
| 2011                    | Killarney Golf & Fishing Club    | County Kerry            | Simon Dyson              | 269                     | -15                     | 250.000                 |
| 2012                    | Royal Portrush Golf Club         | Antrim                  | Jamie Donaldson          | 270                     | -18                     | 330.330                 |
| 2013                    | Carton House Golf Club, Maynooth | Kildare                 | Paul Casey               | 274                     | -14                     | 333.330                 |
| 2014                    | Fota Island Resort               | Cork                    | Mikko Ilonen             | 271                     | -13                     | 333.330                 |
| 2015                    | Royal County Down Golf Club      | Down                    | Søren Kjeldsen po        | 282                     | -2                      | 416.660                 |
| 2016                    | Fota Island Resort               | Cork                    | Rory McIlroy             | 276                     | -12                     | 666.660                 |
| 2017                    | Lough Erne                       | Fermanagh               | Jon Rahm                 | 264                     | -24                     | 1.019.362               |
| 2018                    | Ballyliffin Golf Club            | Donegal                 | Russell Knoxpo           | 274                     | -14                     | 998.425                 |

1) Aangezien Lowry nog amateur was, ging het prijzengeld van € 500.000 naar de beste pro, Robert Rock.

## Winnaars voor 1972
Voor 1972 stond dit toernooi bekend als het Irish Open en het Carroll's International. Het werd in deze periode negen keer in Noord-Ierland gespeeld.
| Irish Open - 1927: George Duncan op Portmarnock - 1928: Ernest Whitcombe op County Down - 1929: Abe Mitchell - 1930: Charles Whitcombe op Royal Portrush - 1931: Bob Kenyon - 1932: Alf Padgham - 1933: Bob Kenyon op Malone - 1934: Syd Easterbrook - 1935: Ernest Whitcombe op County Down - 1936: Reg Whitcombe op Royal Dublin - 1937: Bert Gadd op Royal Portrush | - 1938: Bobby Locke - 1939: Arthur Lees op County Down - 1940 - 1945 niet gespeeld - 1946: Fred Daly op Portmarnock - 1947: Harry Bradshaw op Royal Portrush - 1948: Dai Rees - 1949: Harry Bradshaw op Belvoir Park - 1950: Ossie Pickworth - 1951 - 1952 niet gespeeld - 1953: Eric Brown op Belvoir Park - 1954 - 1962 niet gespeeld | Carroll's International - 1963: Bernard Hunt - 1964: Christy O'Connor sr. op Woodrock - 1965: Neil Coles - 1966: Christy O'Connor sr. op Royal Dublin - 1967: Christy O'Connor sr. op Woodrock - 1968: Jimmy Martin - 1969: Ronnie Shade - 1970: Brian Huggett - 1971: Neil Coles |